# Pangaminsyre
Pangaminsyre (eller "vitamin B15" som det også fejlagtigt kaldes, da det ikke er et vitamin), er salgsnavnet for et ikke nærmere defineret produkt, der markedsføres i alternativ behandling som havende helbreds- og præstationsfremmende egenskaber. Sådanne effekter er imidlertid aldrig blevet påvist i medicinske kliniske forsøg.
Pangaminsyre står på de amerikanske sundhedsmyndigheders liste over stoffer, der ikke anses som sikre som kosttilskud eller medicin.

## Historie
Et produkt kaldet pangaminsyre, og angivet som værende isoleret fra abrikoskerner, blev først beskrevet i et patent udstedt i 1949 til Ernst Krebs Sr. og Jr. I patentet blev det uden dokumentation angivet at pangaminsyre havde mange helbredsfremmende effekter.
I en senere artikel af Ernst Krebs Jr.’s stedsøn blev de helbredsfremmende effekter af pangaminsyre igen fremhævet, men uden angivelse af evidens fra nogen national sundhedsmyndighed.
Pangaminsyre er blevet brugt af atleter i det daværende Sovjetunionen og i andre lande som et præstationsfremmende middel. Studier tilbage i 1980'erne kunne imidlertid ikke enes om nogen reproducerbar effekt på præstationsevnen.

## Sammensætning af pangaminsyre
Der er ingen standard for, hvad betegnelsen pangaminsyre dækker, og forskellige publikationer og fabrikater angiver forskellige definitioner, men oftest er ’pangaminsyre’ beskrevet som et blandingsprodukt. I mange af produkterne indgår glukonsyre, der opstår når glukose oxideres (iltes), eller glukonsyres afledte salt, glukonat.
Merck Index - An Encyclopedia of Chemicals, Drugs, and Biologicals, 8. udgave, 1968, angav at pangaminsyre (pangamic acid) er en blanding af natriumglukonat, glycin og diisopropylamin dichloroacetat. Merck Index, 9. udgave, 1976 angav at pangaminsyre er synonymt med D-glukonsyre 6-bis (1-methylethyl) aminoacetat, som er en etherforbindelse mellem dimethylglycin (en afledt form af aminosyren glycin) og glukonsyre. Det amerikanske National Center for Advancing Translational Sciences har i 2021 samme definition (6-O-(dimethylaminoacetyl)-D-gluconic acid)). Fra og med den 10. udgave holdt Merck Index op med at liste pangaminsyre og ”vitamin B15”.
Den amerikanske Food and Drug Administration (FDA) har analyseret tabletter solgt under navnet pangaminsyre og fandt at de indeholdt en blanding af kalciumglukonat og dimethylglycin.
Pangaminsyre er i Danmark anvendt til at betegne en blanding af dimethylglycin og sorbitol, der ikke indeholder hverken glukonsyre eller glukonat.

## Farmakologi
Pangaminsyre blev 20. oktober 1976 og igen 1. oktober 1980 sat på den amerikanske Food and Drug Administrations (FDAs) liste over stoffer, der ikke anses som sikre som kosttilskud eller medicin. Produktet må derfor ikke sælges som et medikament. Listen er blevet revideret med samme konklusion i 1983, 1989 og 1995.